# Explicit

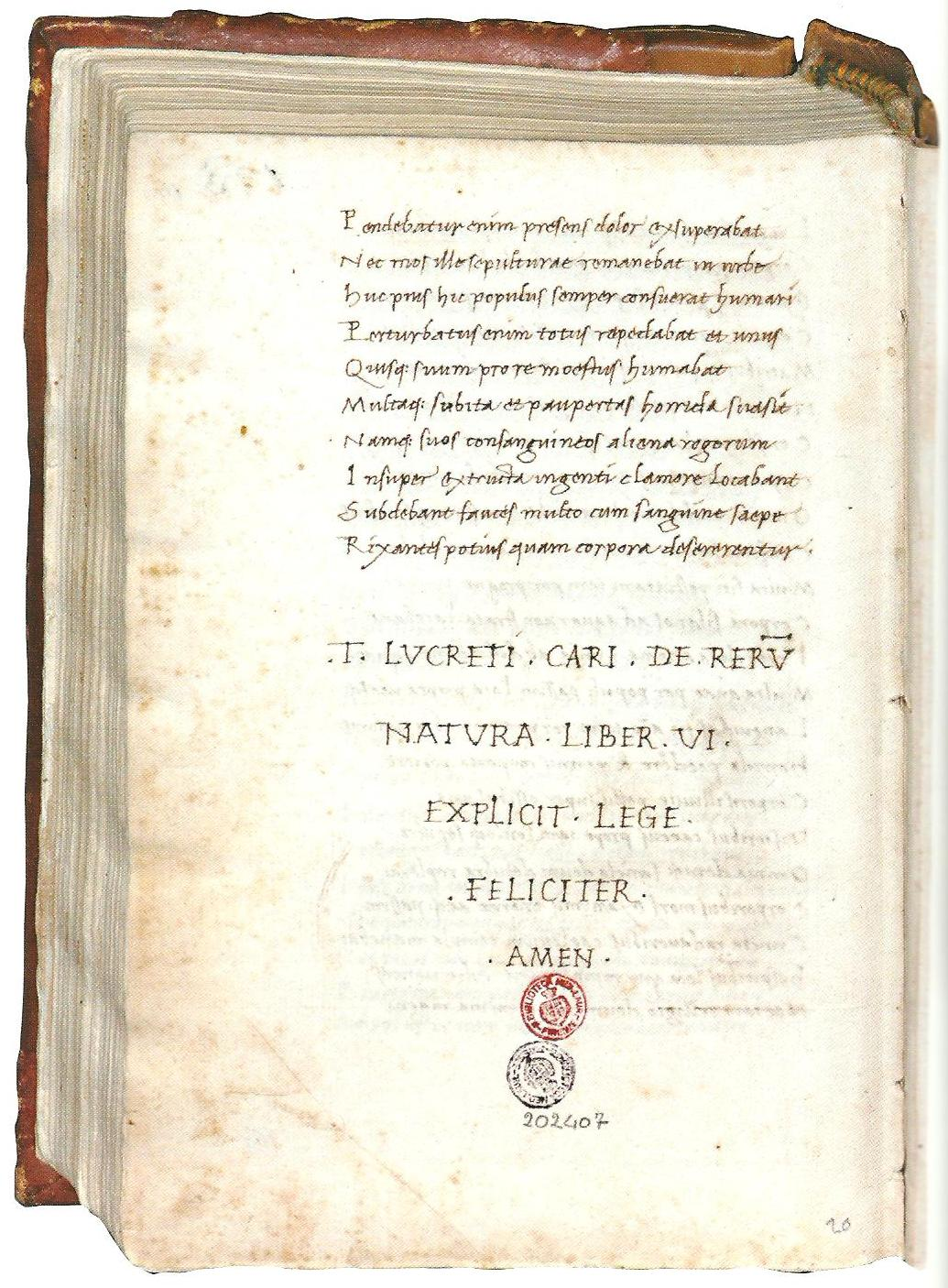
Explicit del De rerum natura di Lucrezio, trascritto dall'umanista Niccolò Niccoli.

La voce verbale tarda latina explicit è la parola iniziale della formula di conclusione di un'opera. È ricostruita dal verbo explico "spiego, svolgo", in riferimento allo srotolamento dei rotoli che costituivano i libri antichi. Al termine di ogni volumen si trovava infatti la dicitura explicitus (est) liber "il libro è completamente srotolato"; forse perché spesso abbreviata in explicit, fu reinterpretata come un indicativo presente explicit liber, analogo ad incipit, e le fu dato il significato di "il libro finisce". 
Anticamente usata nei codici medievali, con l'avvento della stampa e la caduta in disuso della tradizione manoscritta, il termine ha mutato significato. Oggi per explicit, sostantivato, s'intende la citazione delle parole finali di un'opera, e specialmente del verso finale di una poesia (meno diffusamente come equivalente di "finale" per le opere in prosa).
La frase o il verso iniziale di un'opera letteraria viene invece detta incipit.